# فهد العتيبي
فهد بن خالد الرويس العتيبي معلق رياضي سعودي يعمل في قنوات اس اس سي (SSC). وكان قد عمل سابقًا في قنوات بي إن سبورتس (beIN SPORTS).

## تنقله بين عدة قنوات
- عمل في القناة السعودية الرياضية في بدايتها عام 2002م.
- عمل متعاوناً في شبكة راديو و تلفزيون العرب ART بين عامي 2004 - 2007م.
- في عام 2007 انضم فهد العتيبي إلى قناة شوتايم (OSN حالياً) للتعليق على الدوري الإنجليزي الممتاز بعد حصول الشوتايم على حقوق بث الدوري الإنجليزي.[3]
- مع انتقال حقوق بث الدوري الإنجليزي الممتاز إلى قناة أبوظبي الرياضية في 2010 انضم فهد إلى قناة أبوظبي الرياضية ليستمر مع الدوري الإنجليزي.
- بعد ما أعلنت بي إن سبورتس العربية حصولها رسميًا على حقوق بث الدوري الإنجليزي في 2013 تعاقدت مع المعلق فهد العتيبي بعد موافقة أبوظبي الرياضية على انتقاله لبي إن سبورتس لوجود اتفاق بين القناتين.
- كما علق في كأس العالم 2014 على قنوات بي إن سبورتس العربية.
- انتقل إلى إم بي سي برو سبورت في 2017.[4]
- انتقل إلى القنوات الرياضية السعودية في 2018.
- انتقل إلى قنوات اس اس سي في 2021.